# تپه مگسان شرقی و غربی
تپه مگسان شرقی و غربی مربوط به عصر مس - مفرغ- سده‌های میانه دوران‌های تاریخی پس از اسلام است و در شهرستان بروجرد، بخش اشترینان، دهستان بردسره، ۹۰۰ متری شمال غرب روستای مگسان علیا واقع شده و این اثر در تاریخ ۲۲ اسفند ۱۳۸۵ با شمارهٔ ثبت ۱۸۱۶۷ به‌عنوان یکی از آثار ملی ایران به ثبت رسیده است.